# St. Johannes Baptist (Wessobrunn)

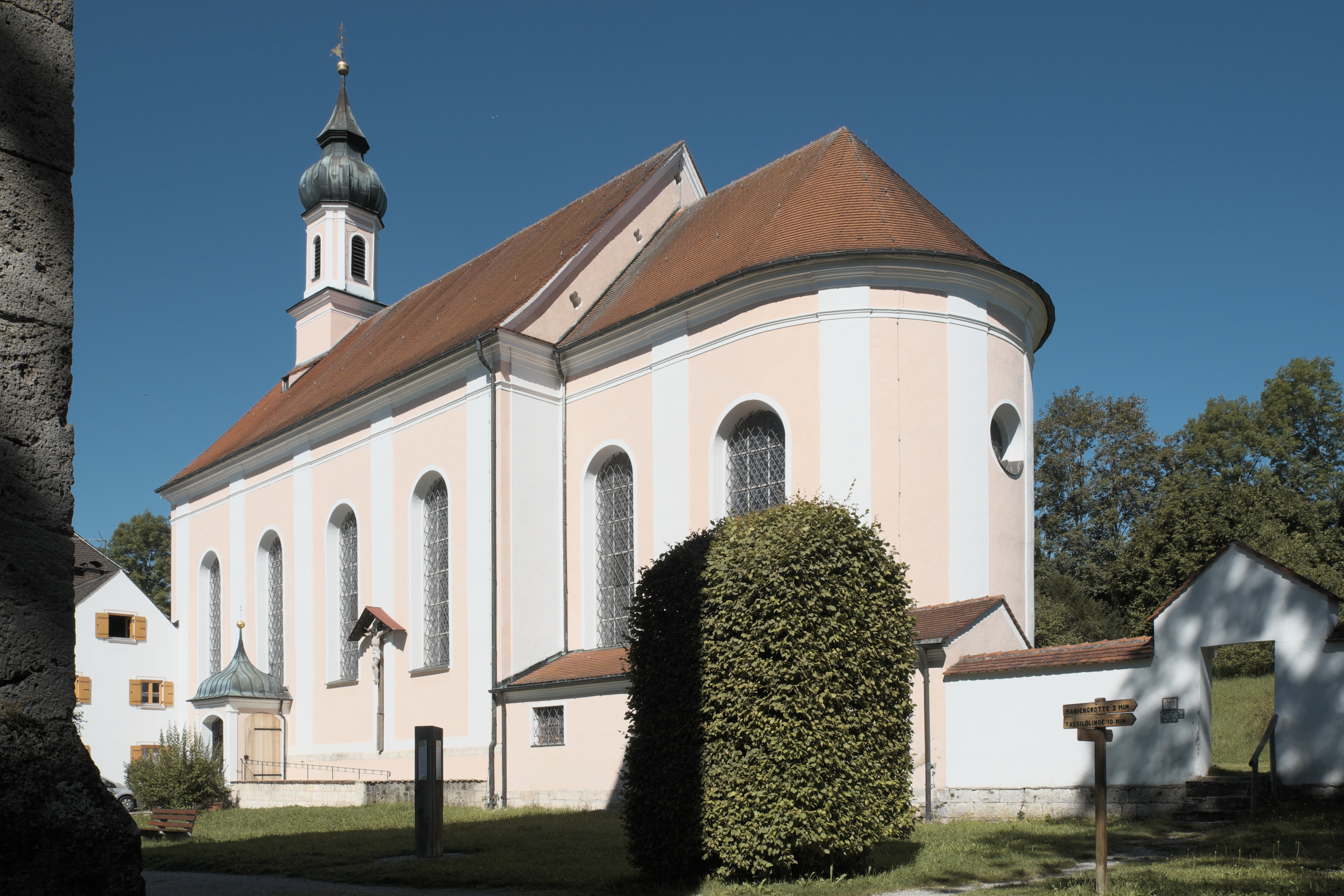
Pfarrkirche St. Johannes Baptist in Wessobrunn

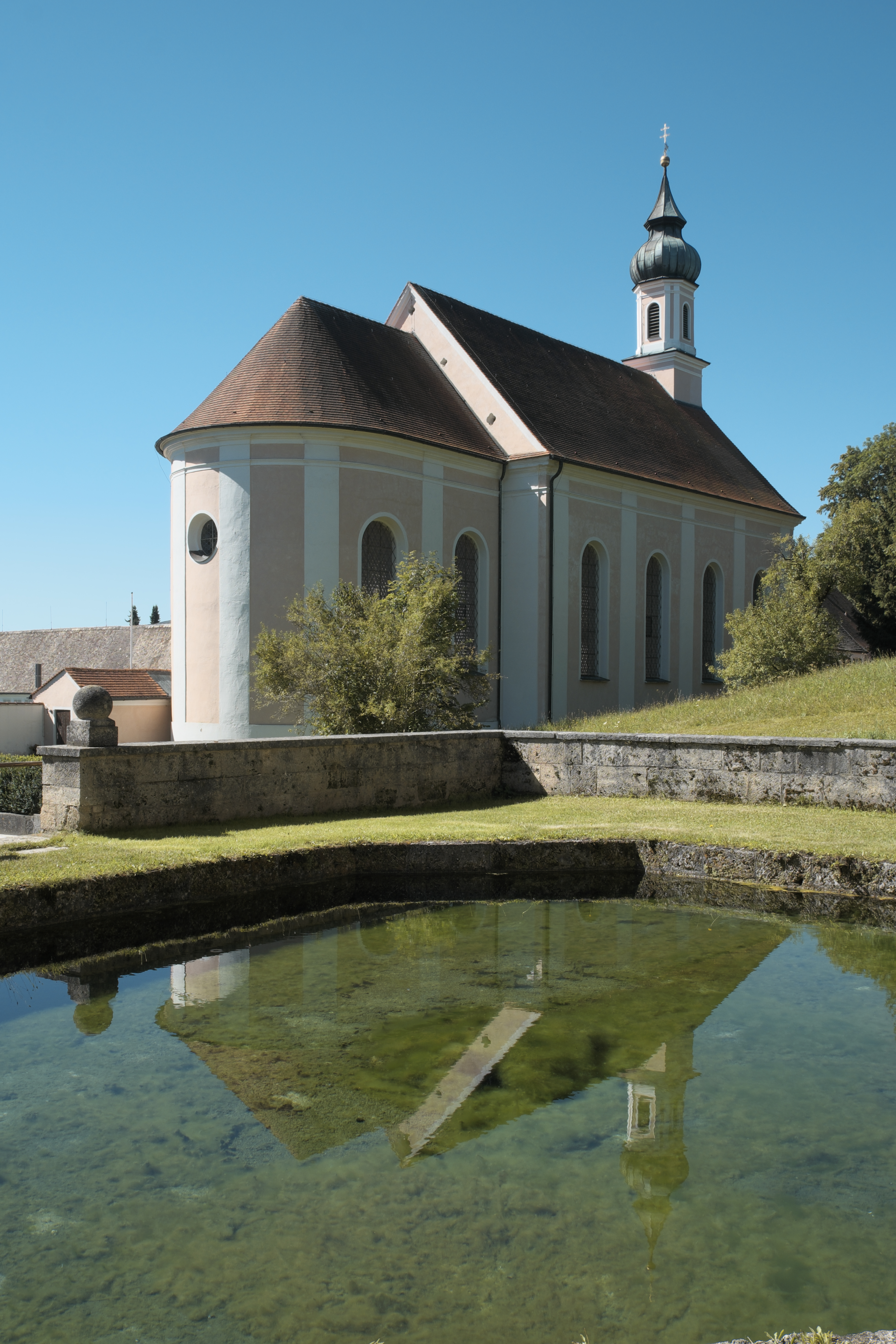
Ansicht von Nordosten

Die katholische Pfarrkirche St. Johannes Baptist in Wessobrunn, einer Gemeinde im oberbayerischen Landkreis Weilheim-Schongau, wurde in den 1750er Jahren an der Stelle verschiedener Vorgängerbauten nach Plänen von Joseph Schmuzer und dessen Sohn Franz Xaver im Stil des Rokoko errichtet. Die Kirche steht nördlich des Glocken- und Wehrturms der abgebrochenen Wessobrunner Klosterkirche. Der Stuckdekor stammt von Tassilo Zöpf, die Fresken wurden von Johann Baptist Baader ausgeführt.

## Architektur

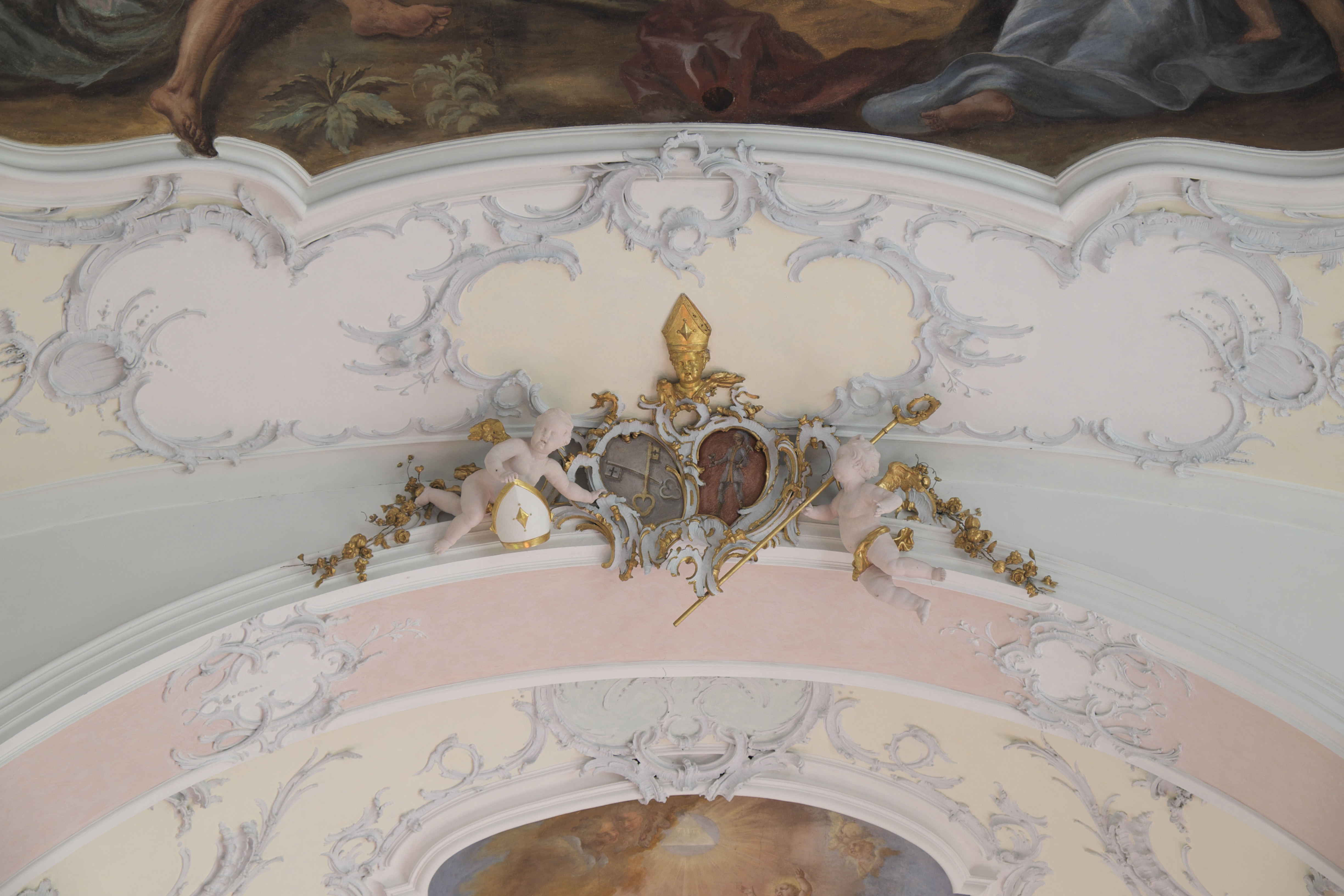
Chorbogen mit Wappen

Die Kirche St. Johannes Baptist entspricht in ihrer Anlage einer typischen, von den Wessobrunner Baumeistern errichteten Saalkirche. Chor und Langhaus werden von Stichkappentonnen gedeckt. Die Wände gliedern Doppelpilaster, die mit Kapitellen verziert und von Gebälk bekrönt sind. Der eingezogene Chor ist halbrund geschlossen. Den westlichen Abschluss des Langhauses bildet eine Doppelempore, auf der oberen Empore ist die Orgel eingebaut. Über der Westfassade erhebt sich ein Dachreiter mit einer Zwiebelhaube.

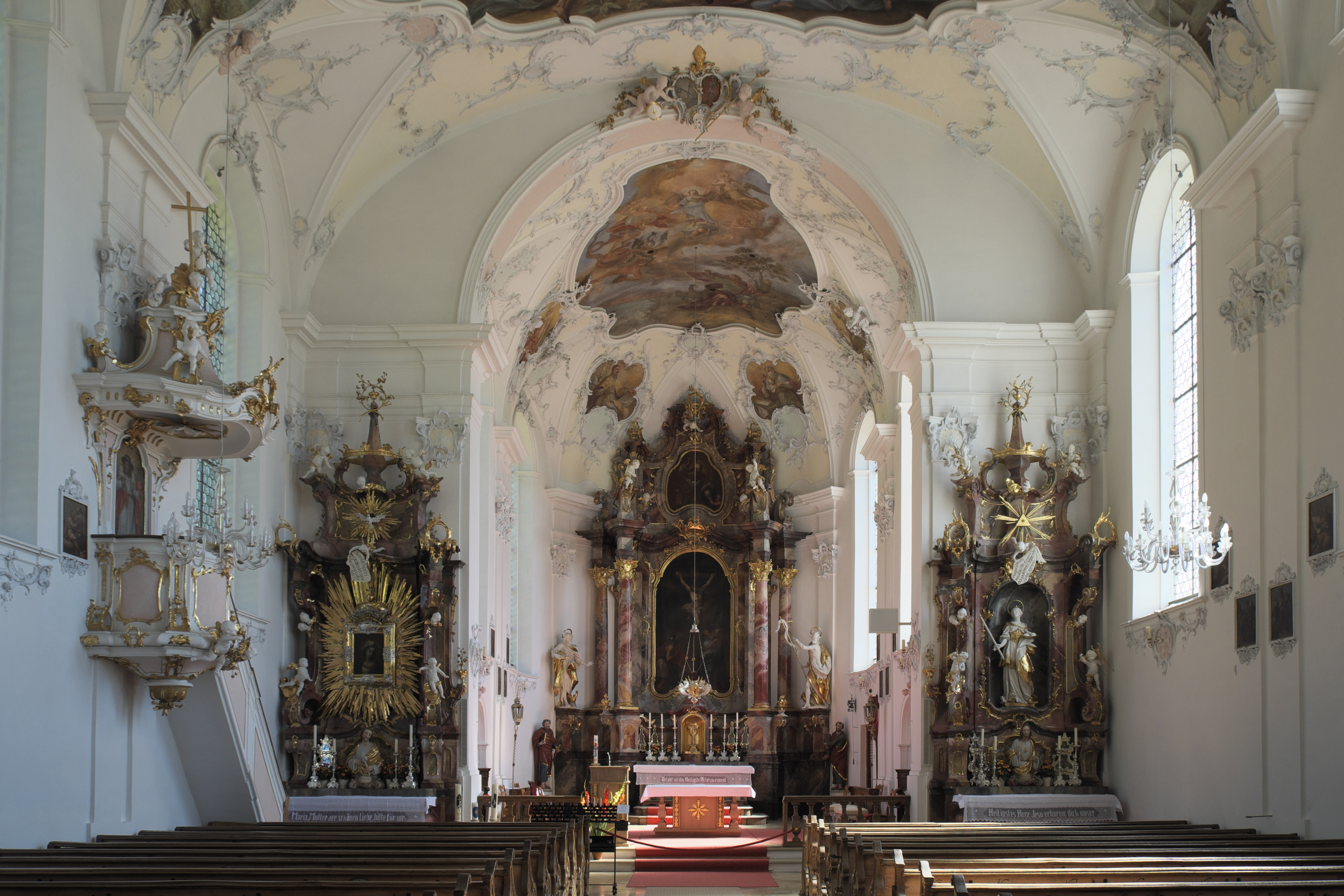
Innenraum
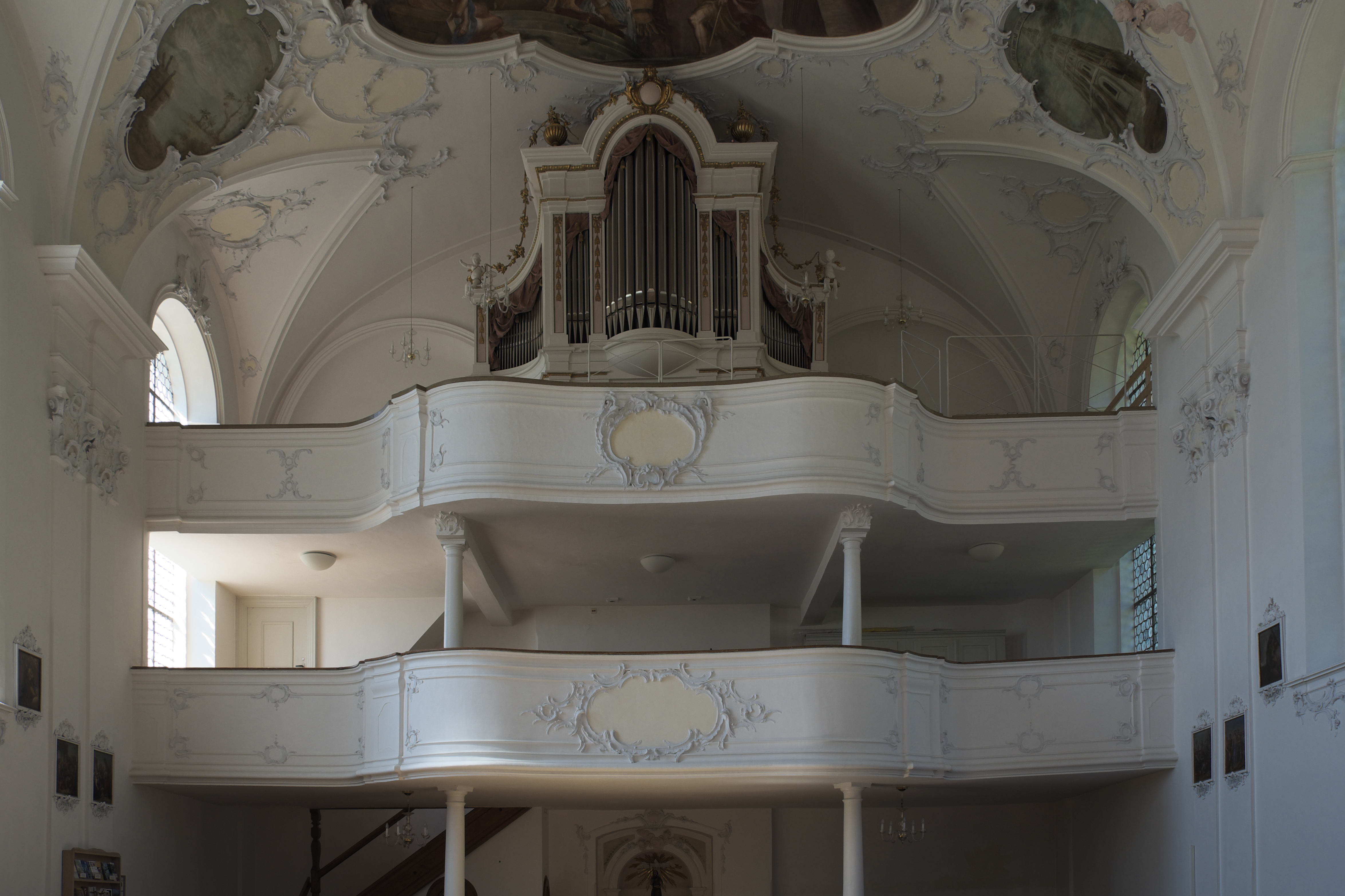
Doppelempore

## Stuck
Der Rokokostuck ist ein Frühwerk von Tassilo Zöpf. Rocaillekartuschen überziehen die Decken des Chors und des Langhauses und rahmen die kleineren Freskenmalereien. In einer Stuckkartusche am Chorbogen sieht man das Wappen des Wessobrunner Abtes Beda Schallhammer, des Auftraggebers der Kirche. Zwei Engelsputten umgeben das Wappen, einer hält den Abtsstab, der andere die Mitra. Eine vergoldete Engelsbüste über dem Wappen trägt die Mitra auf dem Haupt.

## Deckenfresken

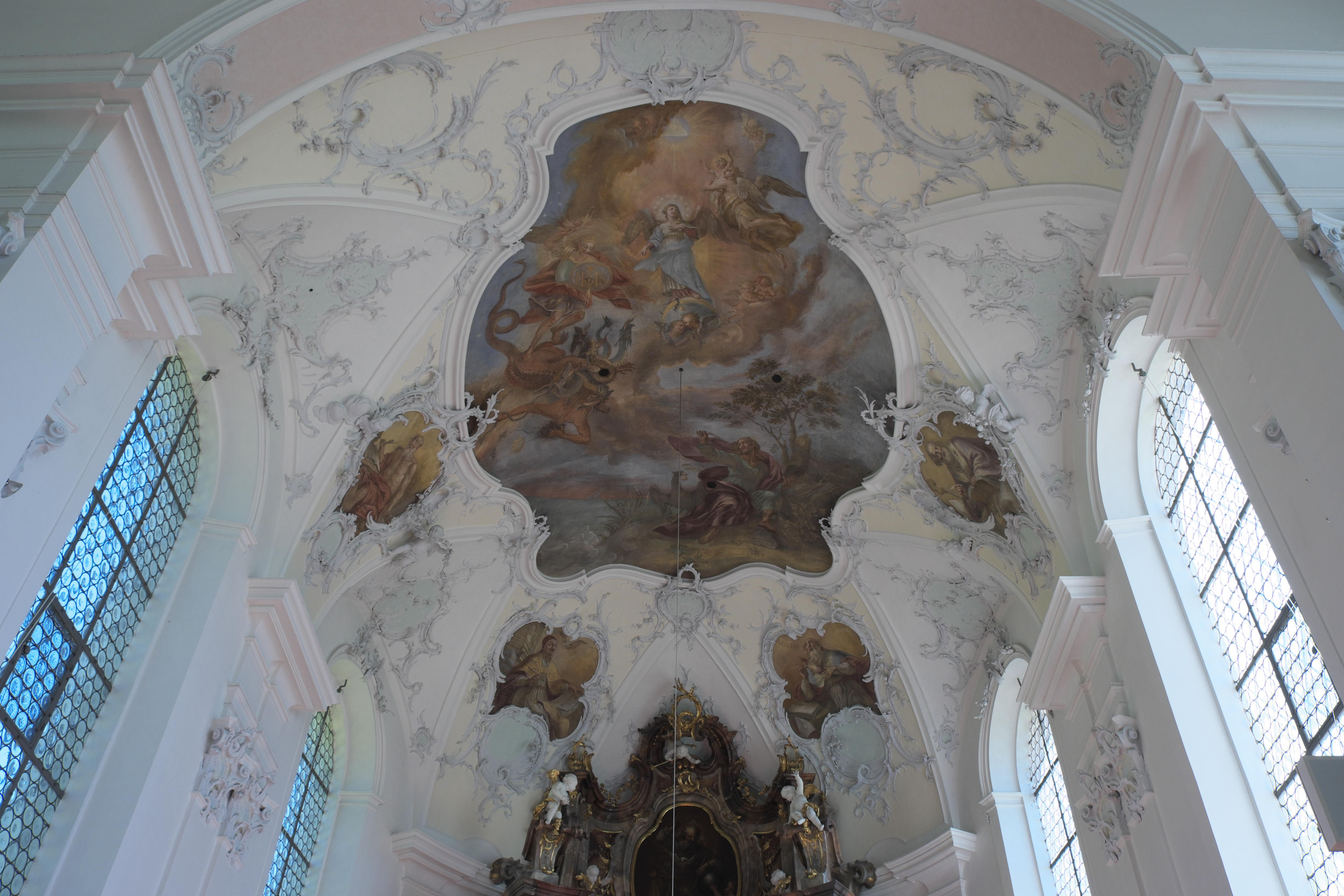
Chorfresko

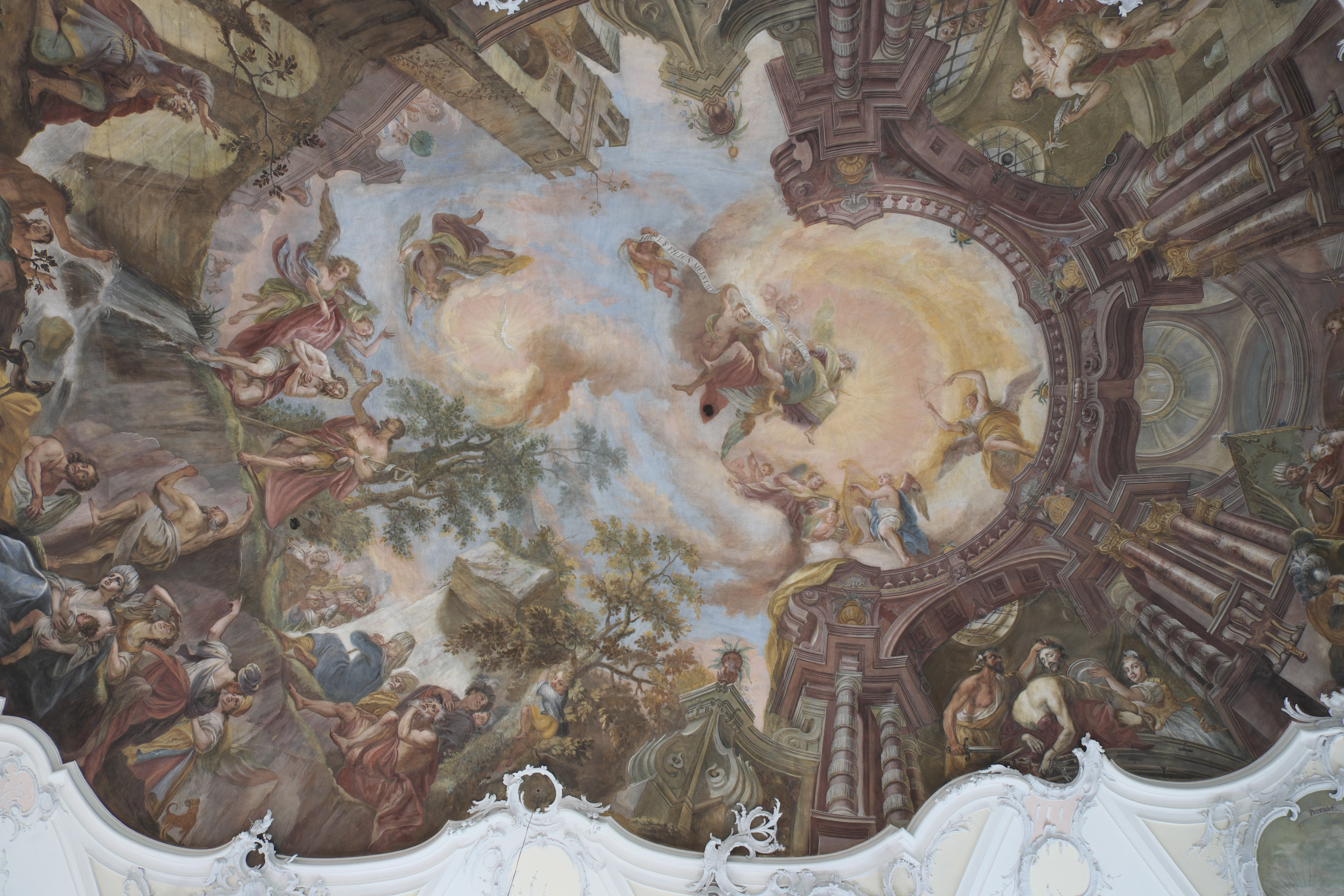
Langhausfresko

Die 1758/59 geschaffenen Deckenfresken tragen mehrfach die Signatur von Johann Baptist Baader. Der aus Lechmühlen, heute ein Ortsteil der Gemeinde Fuchstal, stammende Maler ist auch unter dem Namen „Lechhansl“ bekannt.
Das große Deckenfresko im Chor zeigt Visionen aus der Offenbarung des Johannes von Patmos. Im Zentrum sieht man eine Mondsichelmadonna, links stürzt ein Engel ein Ungeheuer in die Tiefe. Unten ist der Evangelist Johannes mit seinem Attribut, dem Adler, dargestellt. Der Verfasser der Offenbarung, Johannes von Patmos, wird oft fälschlicherweise mit dem Evangelisten Johannes gleichgesetzt. Die seitlichen Kartuschen zeigen die vier lateinischen Kirchenväter mit ihren Attributen. Der heilige Hieronymus wird als Büßer mit einem Totenkopf dargestellt, um das Haupt des Papstes Gregor des Großen schwebt eine Taube, Augustinus hält ein brennendes Herz in der Hand und neben dem Bischof Ambrosius sieht man eine Mitra.

Das Fresko im Langhaus ist Johannes dem Täufer, dem Schutzpatron der Kirche, gewidmet und stellt Episoden aus seinem Leben dar. Johannes steht vor Herodes, Johannes sitzt in einem Kerker und Johannes wird enthauptet. Fast die Hälfte des Bildes nimmt die Taufe Jesu ein, darüber tragen Engel ein Spruchband mit der Inschrift: „HIC EST FILIUS MEUS DILECT IN QUO MIHI BENE COMPLACUI“ (dies ist mein geliebter Sohn, an dem ich mein Wohlgefallen habe). Die kleineren seitlichen Fresken sind emblematische Darstellungen, die sich auf Johannes als Prediger in der Wüste und als Vorläufer Jesu beziehen.

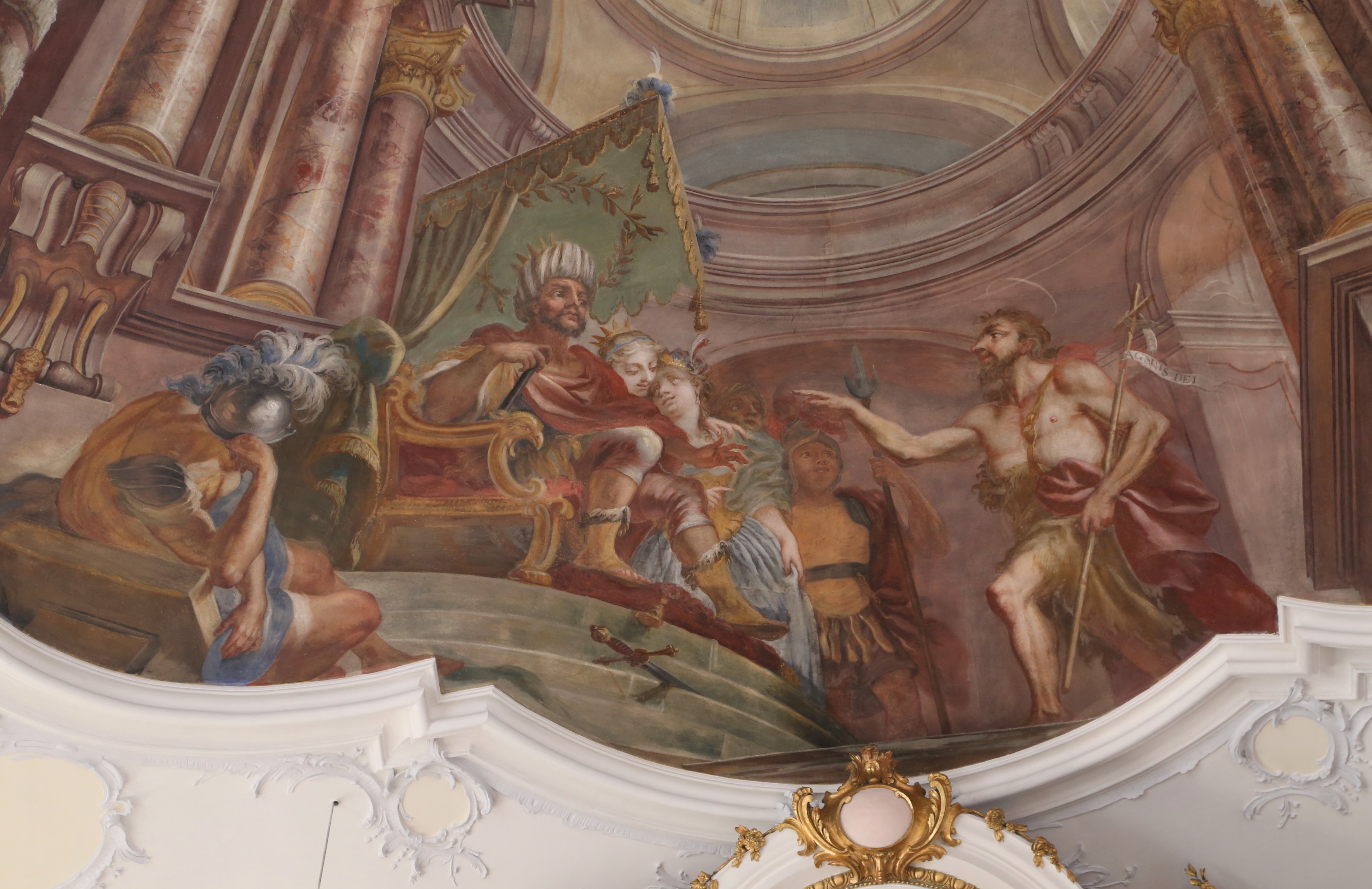
Johannes vor Herodes
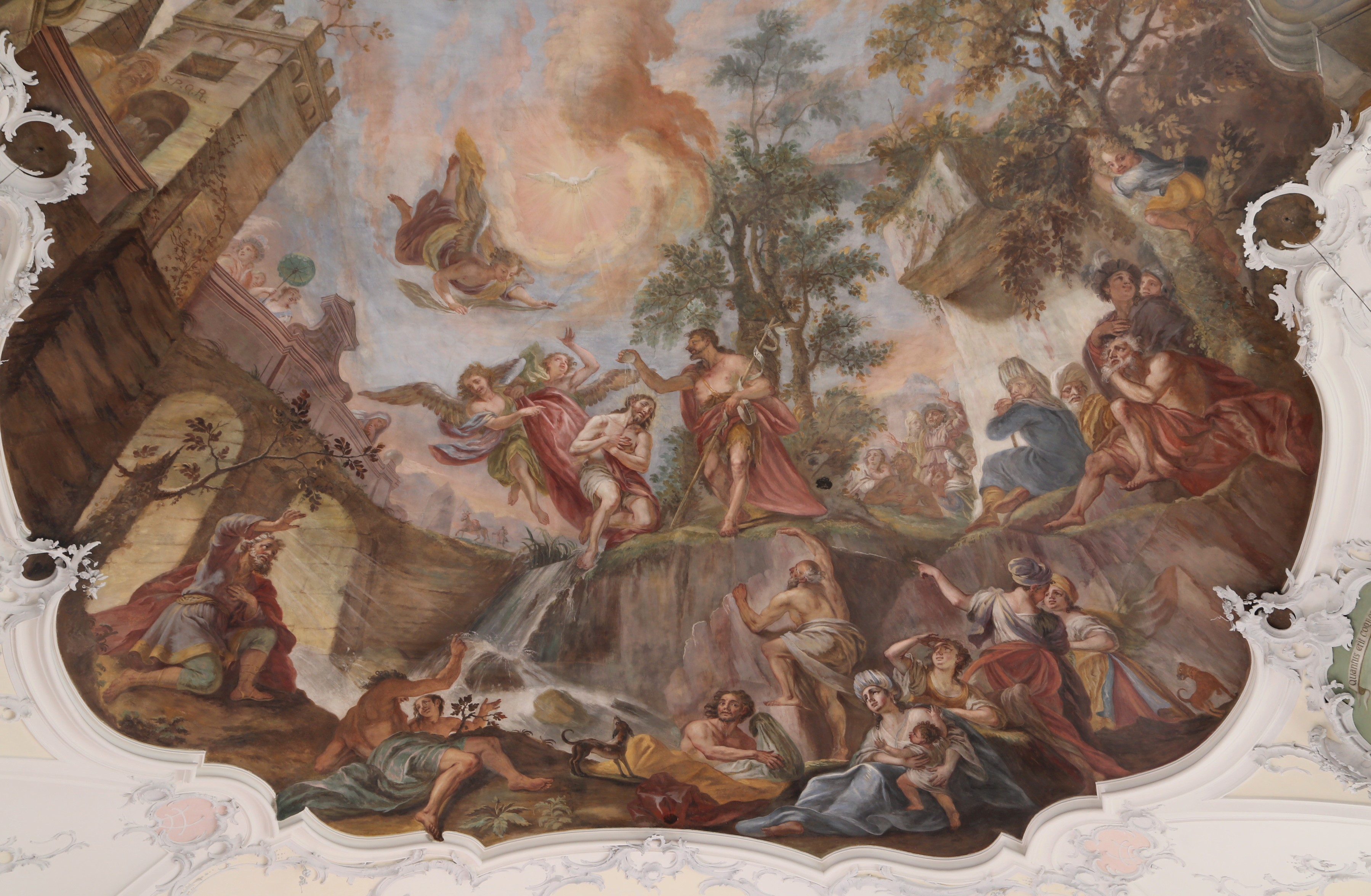
Taufe Jesu
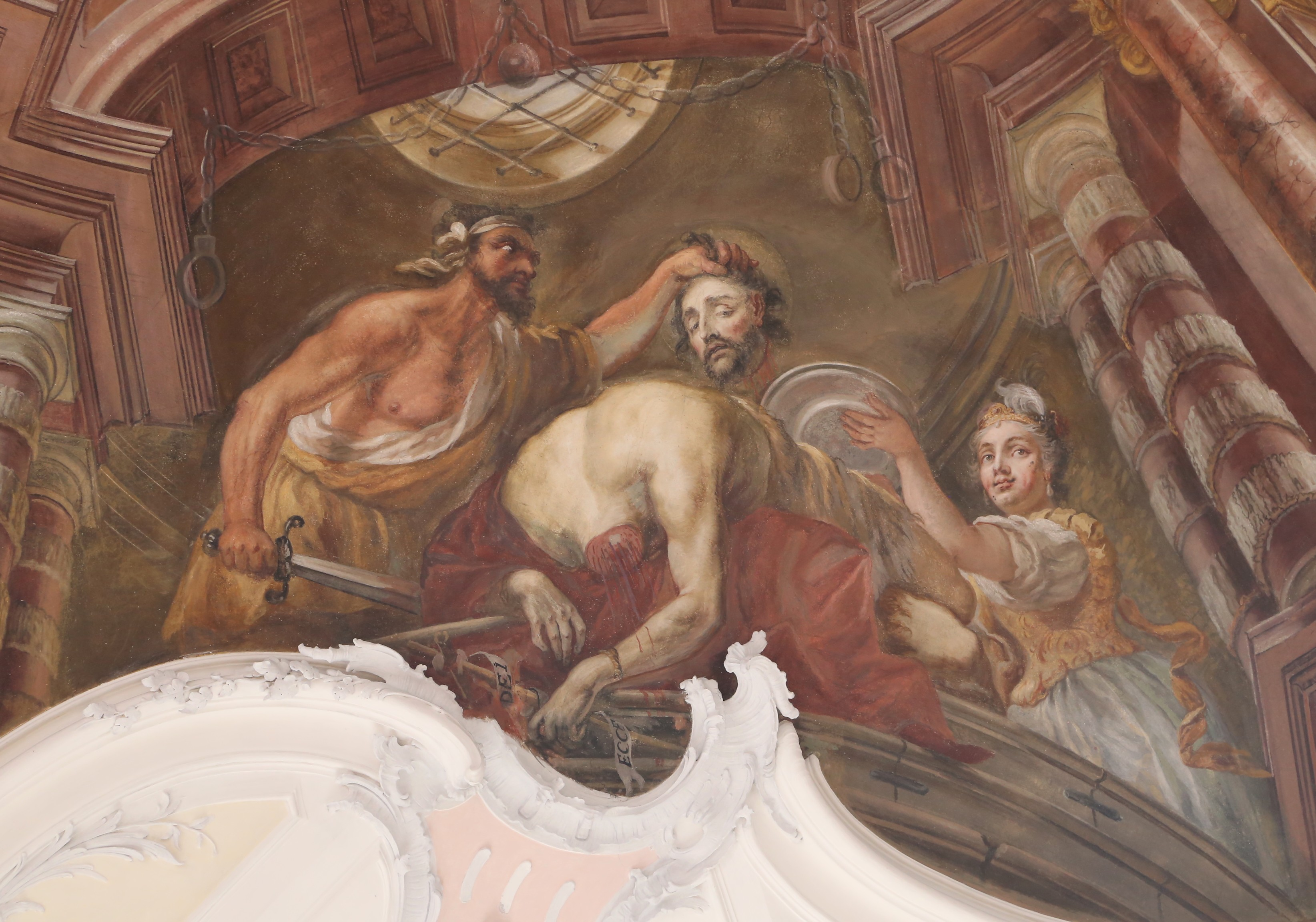
Enthauptung des Johannes
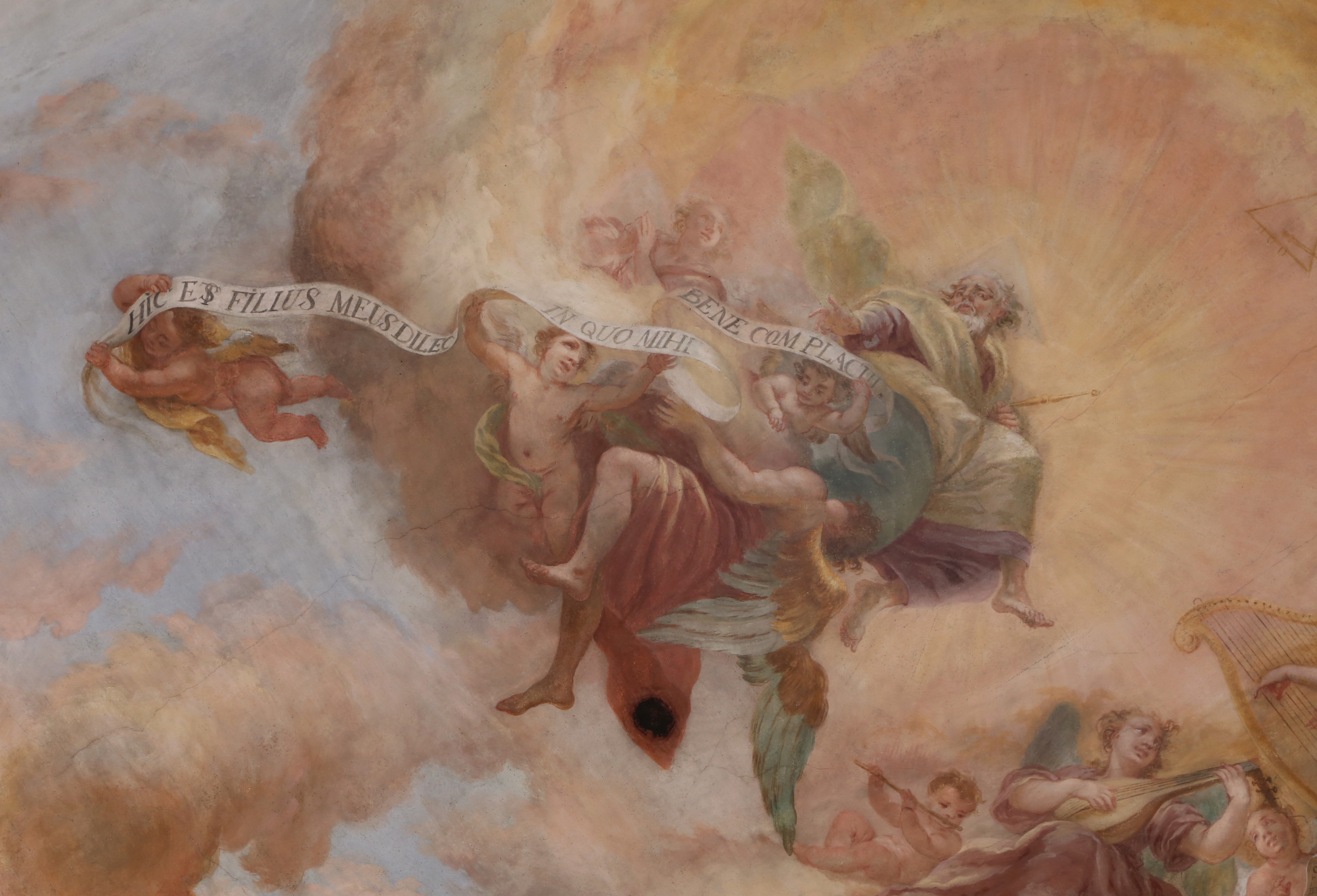
Engel mit Spruchband

## Ausstattung

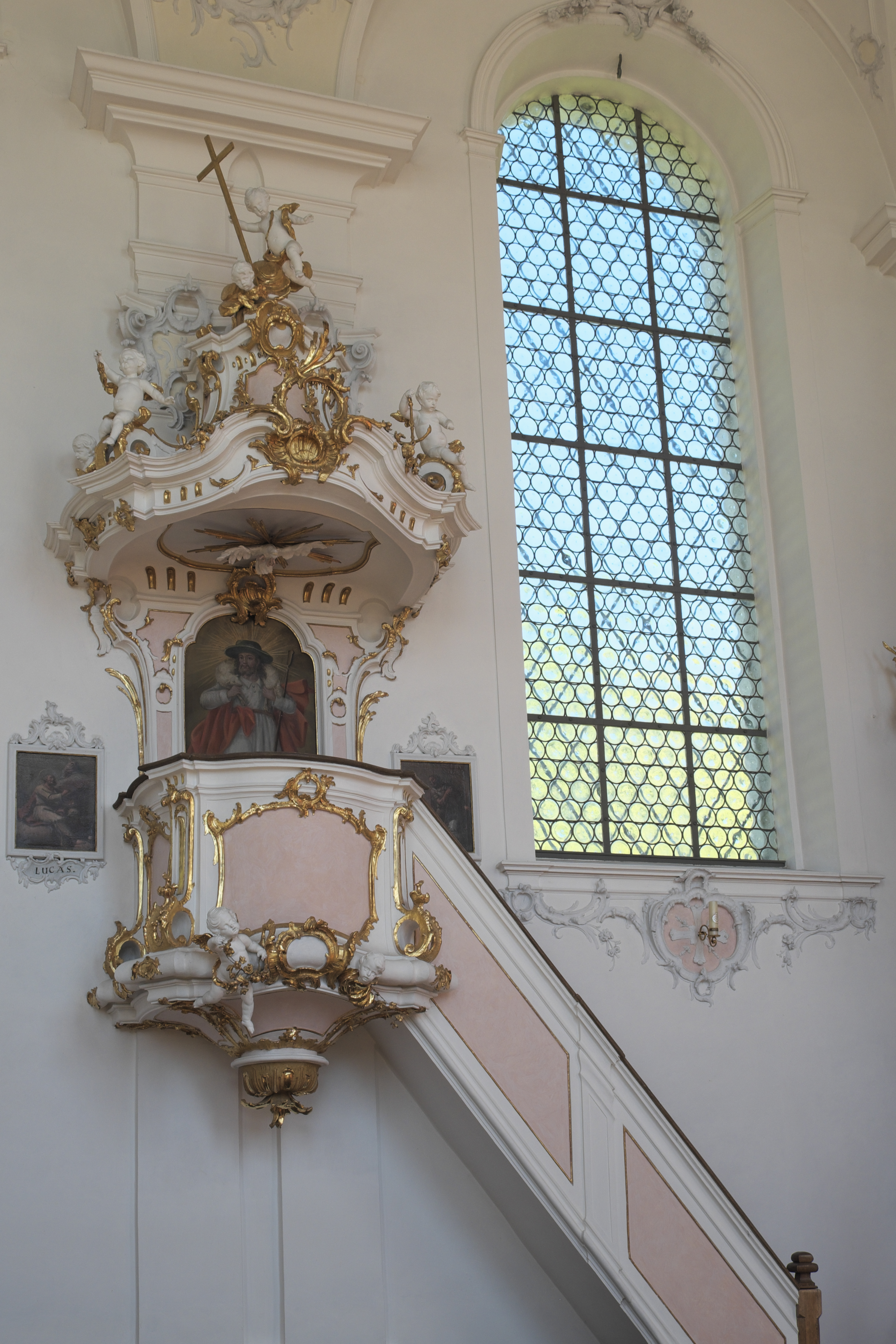
Kanzel

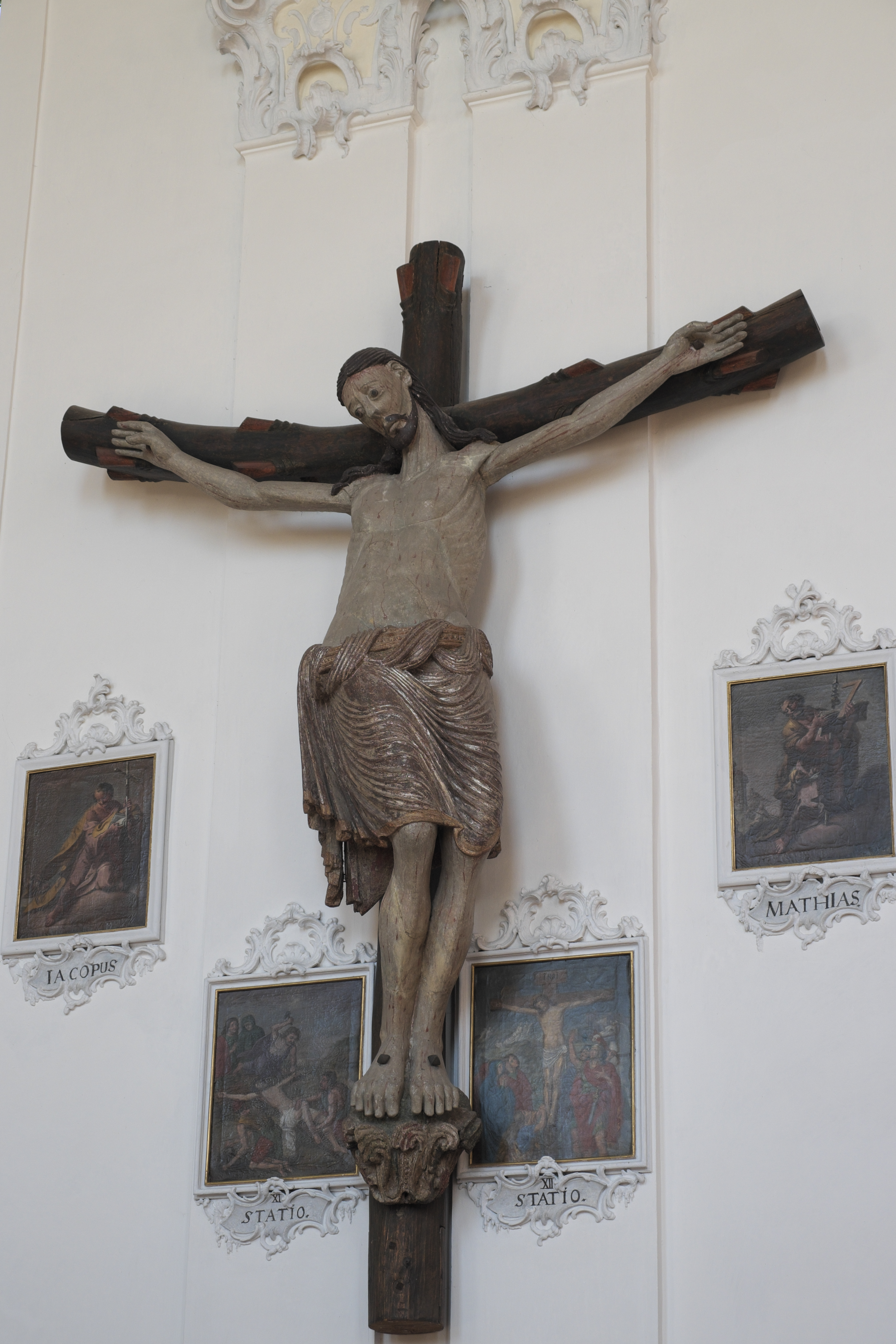
Kruzifix

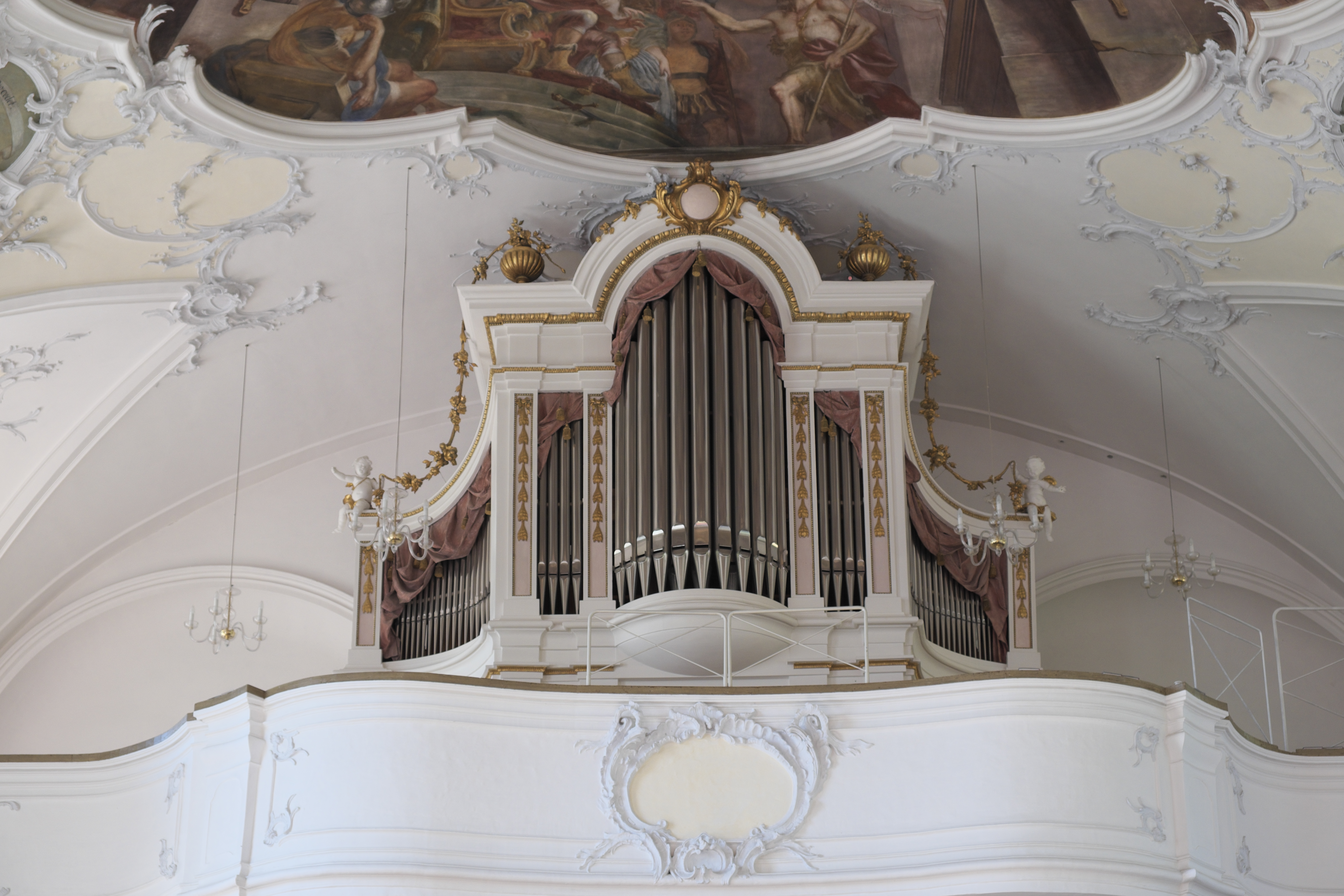
Die Offner-Orgel aus dem Jahr 1990

- Das spätromanische Viernagelkruzifix an der Nordwand des Langhauses wird um 1220 datiert. Es ist als Astkreuz gestaltet und wurde im 16. Jahrhundert erneuert.
- Das ebenfalls romanische Taufbecken stammt vermutlich noch aus der um 1128 errichteten ersten Wessobrunner Pfarrkirche.
- Die Kanzel wurde wie die Altäre von Tassilo Zöpf geschaffen.
- Das Altarblatt des viersäuligen Hochaltars wurde von Johann Baptist Baader ausgeführt und stellt die Kreuzigung Christi dar. Die beiden seitlichen Figuren, links der Evangelist Johannes und rechts Johannes der Täufer, stammen von Franz Xaver Schmädl.
- Im linken Seitenaltar ist das Gnadenbild der Mutter der schönen Liebe integriert. Es wurde 1706 von dem Mönch Innozenz Metz der ehemaligen Benediktinerabtei Prüfening gemalt.
- In der Mitte des südlichen Seitenaltars steht eine Skulptur der heiligen Agatha, die eine Schale hält, auf der ihre Brüste liegen. Die Figur aus dem Jahr 1759 stammt von Franz Xaver Schmädl. Die heilige Agatha wurde von den Wessobrunner Künstlern als Schutzpatronin verehrt.

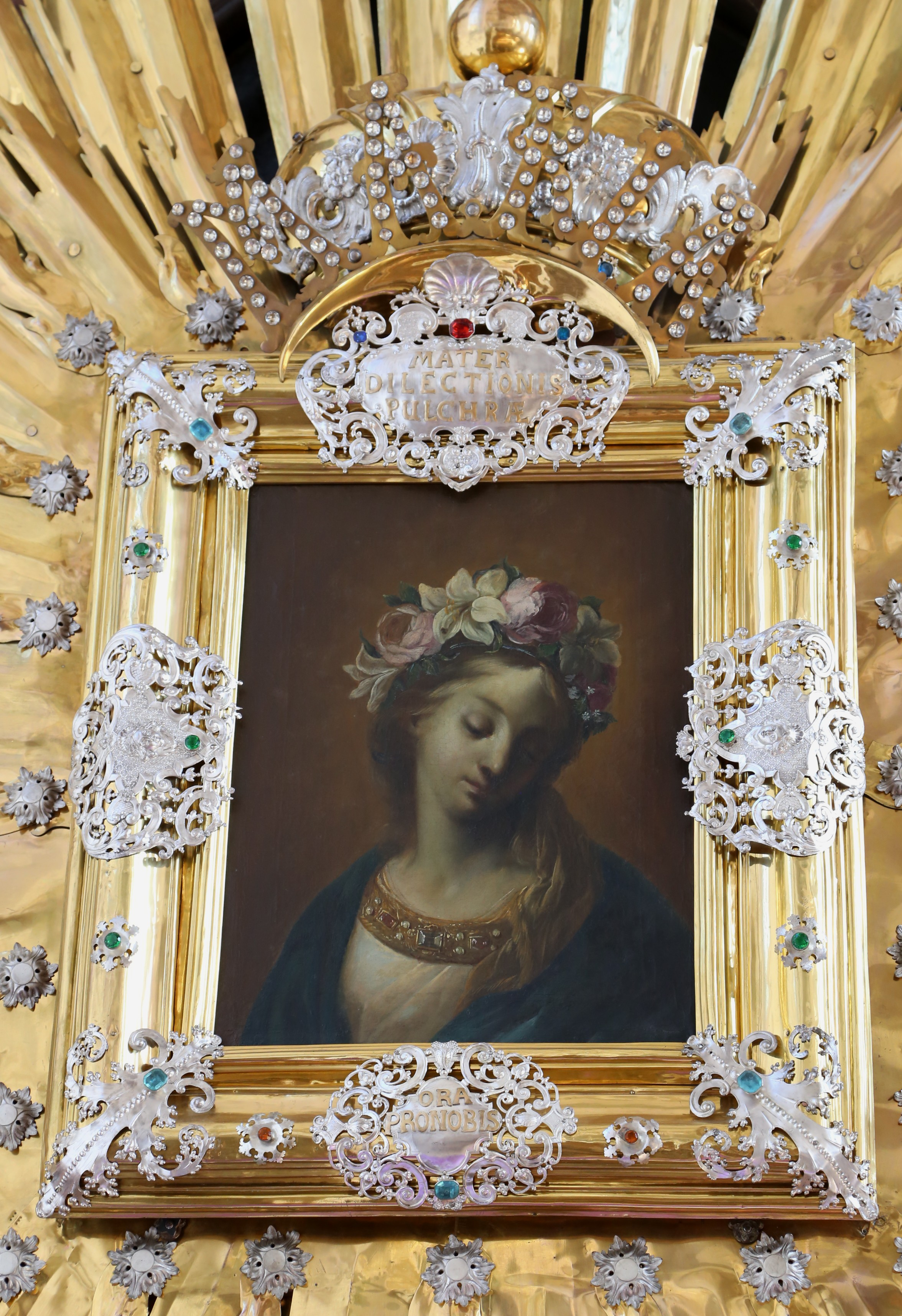
Gnadenbild Mutter der schönen Liebe
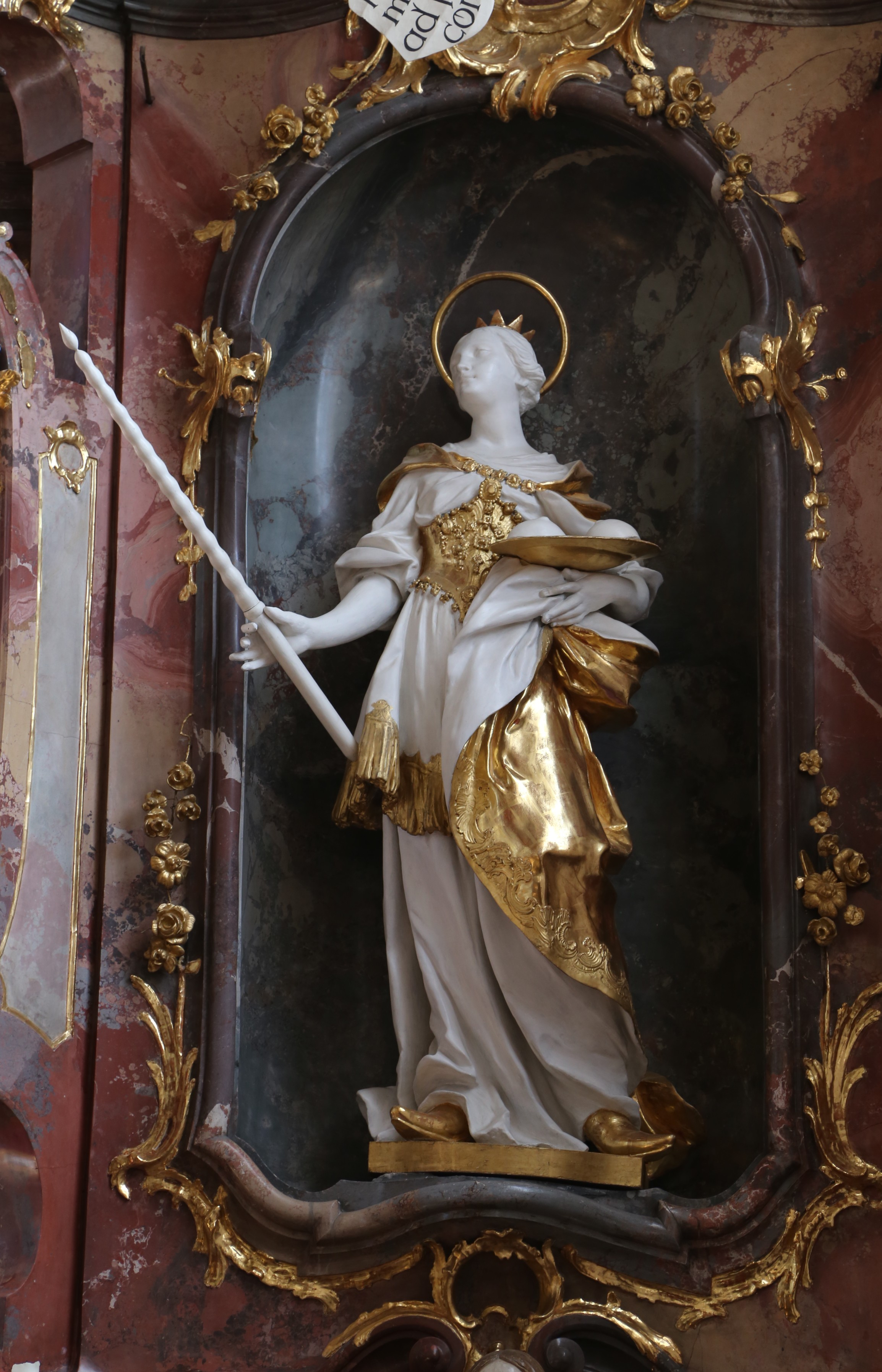
Heilige Agatha

## Orgel
Die Orgel befindet sich auf der oberen Empore. Das heutige Instrument wurde im Jahr 1990 von dem Orgelbauer Maximilian Offner aus Kissing in den erhaltenen frühklassizistischen Denkmalprospekt des Wessobrunner Orgelbauers Jakob Kölbl eingebaut. Das Schleifladen-Instrument mit mechanischer Spiel- und Registertraktur hat 21 Register, die auf zwei Manuale und Pedal verteilt sind.
Die Disposition lautet wie folgt:
| I Hauptwerk C–g3 |             |       |
| 1.               | Principal   | 8′    |
| 2.               | Rohrflöte   | 8′    |
| 3.               | Octave      | 4′    |
| 4.               | Hohlflöte   | 4′    |
| 5.               | Quinte      | 2 ⁄3′ |
| 6.               | Superoktave | 2′    |
| 7.               | Mixtur IV   | 1 ⁄3′ |
| 8.               | Trompete    | 8′    |

| II Schwellwerk C–g3 |                   |       |
| 9.                  | Gedeckt           | 8′    |
| 10.                 | Salicional        | 8′    |
| 11.                 | Principal         | 4′    |
| 12.                 | Metallflöte       | 4′    |
| 13.                 | Sesquialter II    |       |
| 14.                 | Waldflöte         | 2′    |
| 15.                 | Siffflöte         | 1 ⁄3′ |
| 16.                 | Scharffzimbel III | 1′    |
| 17.                 | Krummhorn         | 8′    |
|                     | Tremulant         |       |

| Pedal C–f1 |           |     |
| 18.        | Subbaß    | 16′ |
| 19.        | Oktavbaß  | 8′  |
| 20.        | Choralbaß | 4′  |
| 21.        | Fagott    | 16′ |

- Koppeln:  II/I, I/P, II/P